# Кіндбергія предовга
Кіндбергія предовга (Kindbergia praelonga) — вид мохів порядку гіпнобрієвих (Hypnales).

## Поширення
Ареал охоплює такі частини світу: Європа, Африка, Північна Америка, Південна Америка, Азія, Австралія, Нова Зеландія.
Населяє ґрунт, середньо-вологі й мокрі місця, у лісах або поблизу них; на висотах від 0 до 2600 метрів.

## Характеристика

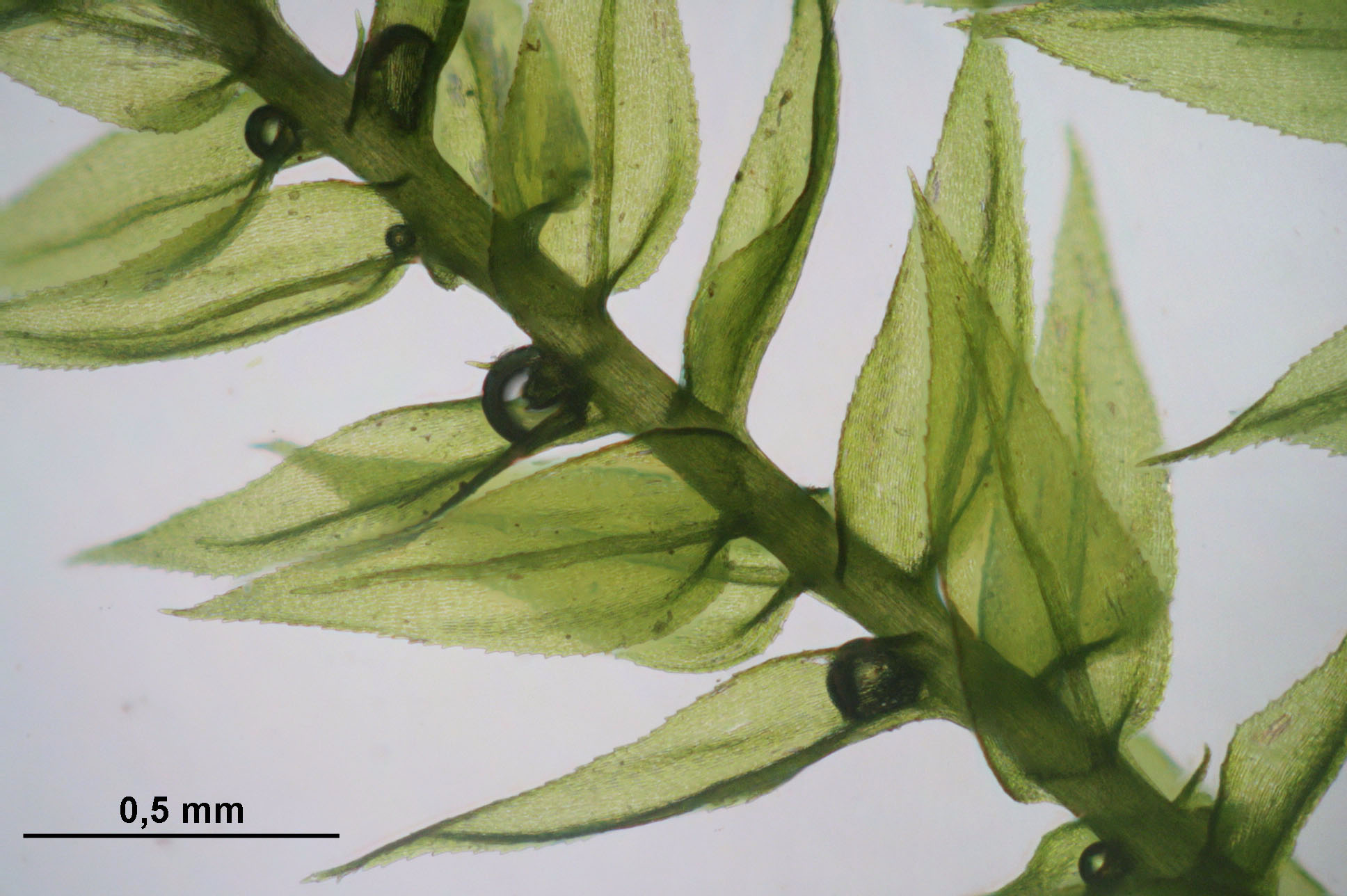

Рослини від середніх до помірно великих, не помітно перисті, зелені або рідше жовто-зелені. Стебла 3–10 см, гілки перисторозсічені 6–10(20) мм, часто з другорядними гілками. Стеблові листки 0.7–1.4 × (0.5)0.7–1.2 мм. Листя гілок не складчасте, (0.3)0.6–1.2 × (0.1)0.2–0.4(0.7) мм. Коробочкові ніжки 1.5–2.5 см. Спори 12–17 мкм.